# 若村麻由美
若村 麻由美（わかむら まゆみ、1967年〈昭和42年〉1月3日 - ）は、日本の女優である。東京都練馬区出身。トライストーン・エンタテイメント所属。かつては、仕事に所属していた。

## 人物
淑徳高等学校卒業。日本舞踊坂東流名取。
高校卒業後、俳優・仲代達矢主宰の俳優養成所、『無名塾』に入塾。9期生で、同期には田中実・藤奈津子らがいる。若村は高校時代、無名塾の舞台『ハロルドとモード』をたまたま観賞し、感銘を受けたのが入塾のきっかけだったという。同塾の養成期間中に、1987年（昭和62年）に放送されたNHK連続テレビ小説 『はっさい先生』にヒロインとしてデビュー。このドラマのヒロインには723名が応募しており、若村はその中から選出された。以降、様々な分野で幅広く活躍している。エランドール賞やギャラクシー賞個人賞を受賞している。また、1988年（昭和63年）の『飢餓海峡』では和服での濡れ場を、1991年（平成3年）の『フィレンツェの風に抱かれて』ではイタリア人男性とのラブシーンを演じている。
信長と松本清張 けものみちでは平幹二朗と共演し、互いに個性的な演技を残している。
2003年（平成15年）、宗教団体「釈尊会」の代表・小野兼弘と結婚。小野とは、坂東三津五郎らが若き日より稽古、精進した日本舞踊の坂東流関係者を通して知己となり、結婚に至ったという。しかし、小野は2007年（平成19年）4月、肝不全のために死去。結婚後は芸能活動が激減していたが、夫の死後、本格的な活動を再開している。

## 出演

### 映画
- フィレンツェの風に抱かれて（1991年） - 小泉公美子 役
- 福沢諭吉（1991年） - お綿 役
- 仔鹿物語（1991年） - 春子先生 役
- 子連れ狼 その小さき手に（1993年） - 七生 役
- 月光の夏（1993年） - 公子（国民学校教師） 役
- 金融腐蝕列島 [呪縛]（1999年） - 和田美豊 役
- ラストシーン（2002年） - 三原千鶴 役
- 白い犬とワルツを（2002年） - 恵美 役
- 蒼き狼 〜地果て海尽きるまで〜（2007年） - ホエルン 役
- 神様のパズル（2008年）
- 天使の恋（2009年） - 小澤絢子 役（特別出演）
- 臨場・劇場版（2012年） - 関本直子 役
- ナイトピープル（2013年） - 花宮慧子 役
- 一粒の麦 荻野吟子の生涯（2019年）- 主演・荻野吟子 役（山本耕史とのW主演）
- みをつくし料理帖（2020年） - 芳（ご寮さん） 役[7]
- 科捜研の女 -劇場版-（2021年）-  風丘早月 役
- 老後の資金がありません!（2021年） - 桜井志津子 役
- 私にふさわしいホテル（2024年） - 東十条千恵子 役[8][9]

### 劇場アニメ
- チスト みどりのおやゆび（1990年） - メール 役

### テレビドラマ

#### NHK
- 連続テレビ小説
  - はっさい先生（1987年 - 1988年） - ヒロイン・早乙女翠
  - 純と愛（2012年 - 2013年） - 待田多恵子
  - 半分、青い。（2018年） - 佐野弓子[10]
  - おちょやん（2020年 - 2021年） - 山村千鳥[11]
- 大河ドラマ
  - 春日局（1989年） - お楽
  - 信長（1992年） - なべ
  - 篤姫（2008年） - 観行院
  - 花燃ゆ（2015年） - 椋梨美鶴
- 土曜ドラマ（NHK）
  - 理想の男性（1990年） - 庄田美恵
  - 新十津川物語 大正編（1992年） - 中崎/吉永/栃谷あや
  - 愛が聞こえます（1993年） - 水原瞳
  - 北山一平アイラブ人生（1994年）
  - 女たちの帝国（1997年）
  - 刑事の現場（2009年） - 筒井薫
- 翔べひよっ子（1989年） - 浜田由利
- 近松青春日記（1991年） - はつ
- 戦国武士の有給休暇（1994年） - 榊夕紀
- 天晴れ夜十郎（1996年 - 1997年） - 三千歳
- 素敵にライバル（1999年） - 恵利
- 柳橋慕情（2000年） - おせん
- マチベン（2006年） - 愛川サチ
- テンペスト（2011年） - 王妃
- 妻は、くノ一（2013年） - 雅江
  - 妻は、くノ一〜最終章〜（2014年）
- 明治開化 新十郎探偵帖（2020年）
- しかたなかったと言うてはいかんのです（2021年） - 三浦清子 役[12]
- 忠臣蔵狂詩曲No.5 中村仲蔵 出世階段（2021年12月4日・11日）- 志賀山お俊 役[13]
- プリズム（2022年7月12日 - 9月13日、NHK総合） - 前島梨沙子 役
- 善人長屋 第2話（2022年7月15日、NHK BSプレミアム・BS4K） - お才 役[14]
- 大富豪同心 第3シリーズ（2023年6月23日 - 8月11日、NHK BSプレミアム・BS4K）- おカネ 役

#### 日本テレビ
- 花嵐の森ふかく（1988年）
- 火曜サスペンス劇場
  - 過失（1989年3月28日）
  - 自白調書（1989年12月19日）
  - 松本清張スペシャル 家紋（1990年2月、松竹/『霧』企画） - 雪代
  - 顔を隠す女（1991年3月19日） - 水城とき子
  - 六月の花嫁シリーズ 結婚の行方（1991年6月11日） - 妹尾圭子
  - 京都・女性記者シリーズ（1994年 - 1995年） - 村上桂
    - 京都近江殺人街道（1994年4月12日）
    - 京都奈良殺人街道（1994年8月9日）
    - 京都塩津殺人街道（1994年12月6日）
    - 京都日野殺人街道（1995年2月28日）
    - 京都九里半殺人街道（1995年5月30日）
    - 京都北陸殺人街道（1995年12月5日）
- オンリー・ユー〜愛されて〜（1996年）
- 王様の心臓〜リア王より〜（2007年） - 刈谷ゆり
- 桜からの手紙 〜AKB48 それぞれの卒業物語〜（2011年） - 谷崎杏子
- リバウンド（2011年） - 森中蘭
- トッカン 特別国税徴収官（2012年） - 白川耀子
- 黒い十人の女（2016年） - 風睦
- 真実の裁判ファイル〜今日あなたは傍聴人になる!〜（2017年11月4日、BS日テレ）ドラマ部分 - 裁判長・真実 役

#### TBS
- HOTEL（1990年） - 中島淳子
- 源氏物語 上の巻・下の巻（1991年） - 女三の宮
- 泣きたい夜もある（1993年）
- 大忠臣蔵（1994年） - 瑤泉院
- 肩ごしの恋人（2007年） - 高野逸子
- 水戸黄門 (パナソニック ドラマシアター)
  - 第39部 第14話「悪事をあばく今昔の恋 -宮崎-」（2009年1月26日） - お貴和の方
  - 第42部 第18話「千客万来!代筆美人 -桑名-」（2011年2月21日） - おちょう
- 月曜ゴールデン
  - おんな風来マジシャン・マリコの殺人事件簿（2010年2月8日） - オードリー・マリコ 役
- 獣医ドリトル（2010年） - 赤井明子弁護士
- 生まれる。（2011年） - 川上千恵
- レジデント〜5人の研修医（2012年） - 上野薫　－　杉咲花とは、母娘役で初共演
- 美しき罠〜残花繚乱〜（2015年） - 柏木美津子
- ホテルコンシェルジュ（2015年） - 片桐美穂子

#### フジテレビ
- 飢餓海峡（1988年） - 杉戸八重
- 直木賞作家サスペンス「隅田川セレナーデ」（1990年3月、Gカンパニー）
- 忠臣蔵 風の巻・雲の巻（1991年） - 浮橋太夫
- 松本清張作家活動40年記念・球形の荒野（1992年） - 野上久美子
- 夏子の酒（1994年） - 佐伯和子
- 清水次郎長物語（1995年） - お蝶
- 御家人斬九郎（1995年 - 2002年） - 蔦吉
  - 第4シリーズ 第3話「大利根の月」 - お町（「わかむらまゆみ」名義で蔦吉と二役）
- もう我慢できない!（1996年） - 福本さやか
- 松本清張スペシャル・霧の旗（1997年） - 柳田桐子
- 新春ドラマスペシャル 秋刀魚の味（2003年） - 堀江タマ子
- 西村京太郎傑作サスペンス キャリア探偵日菜子の調査ファイル（2003年） - 矢代日菜子
- 白い巨塔（2003 - 2004年） - 財前杏子
- 夜桜お染（2003 - 2004年） - 夜桜お染
- 八つ墓村（2004年） - 森美也子
- 鬼平犯科帳シリーズ
  - 鬼平犯科帳スペシャル 兇賊（2006年） - おもん
  - 鬼平犯科帳スペシャル 一寸の虫（2011年） - お幸
  - 鬼平犯科帳 THE FINAL 前編 五年目の客（2016年） - お吉[15]
- セレブと貧乏太郎（2008年） - 美田園真紀子
- 金曜プレステージ 木枯し紋次郎（2009年） - お市
- 花ざかりの君たちへ〜イケメン☆パラダイス〜2011（2011年） - 樹さくら
- 鴨、京都へ行く。-老舗旅館の女将日記-（2013年） - 梅垣鈴風
- 福家警部補の挨拶（2014年） - 小木野マリ
- 金曜プレミアム
  - 私という名の変奏曲（2015年） - 高木史子
- 世にも奇妙な物語
  - 「記憶の沼」（1991年） - 菅沼真紀子
  - 「冷える」（2014年） - 志倉頼子
  - 「追憶の洋館」（2024年） - 雨霧梢[16]
- 夏樹静子サスペンス「跳びおりる」（2017年）- 大山サツキ（本名・浜畑里子）
- 海月姫（2018年） - リナ[17]
- 結婚相手は抽選で（2018年） - 小野寺友紀子[18]
- シャーロック アントールドストーリーズ 第5話（2019年11月4日） - 乾千沙子
- この素晴らしき世界（2023年） - 浜岡妙子 / 若菜絹代（一人二役。体調不良で降板した鈴木京香の代役）[19][20]
- 嘘解きレトリック（2024年） - 浦部フミ[21]

#### テレビ朝日
- さすらい刑事旅情編（1988年 - 1989年） - 花井百合子（巡査）
- 約束の街・札幌（1996年、北海道テレビ放送） - 山口冬子
- 風林火山（2006年） - 三条の方
- 松本清張 けものみち（2006年） - 佐伯米子
- 白虎隊（2007年） - 篠田しん子
- 遠山の金さん（2007年） - おしの
- 女刑事みずき〜京都洛西署物語〜（2007年） - 笠間頼子
- 半落ち（2007年） - 小久保令子
- 敵は本能寺にあり（2007年） - ナレーション
- 科捜研の女 Season8 - （2008年 - ） - 風丘早月教授
- 徳川家康と三人の女（2008年） - 朝日姫
- パズル（2008年） - 宮部貴美子
- 男装の麗人〜川島芳子の生涯〜（2008年） - 諏訪景子
- 松本清張生誕100年特別企画 疑惑（2009年） - 高原マキ
- 必殺仕事人2009（2009年） - 雨宮きよ
- 刑事定年（2010年） - 柳田留璃子
- 告発〜国選弁護人（2011年） - 清水熱子・清水ゆめ子
- あの海を忘れない（2011年） - 高橋響子
- Wの悲劇（2012年） - 和辻淑枝
- 松本清張没後20年 ドラマスペシャル 十万分の一の偶然（2012年） - 越坂奈月
- 遺留捜査（2013年） - 遠野麻理子
- 匿名探偵（2014年） - 片桐文乃
- ザ・ドライバー（2015年） - 田畑並子[22]
- 警視庁・捜査一課長（2016年） - 秋本恵利香
- 土曜ワイド劇場
  - 復讐相続の女（2000年） - 野木塔子
  - 京都のテミス女裁判官（2003 - 2004年） - 松宮亜紀子判事
  - ユニット（2006年） - 門脇祐子
  - 復讐のダイヤモンド（2006年） - 田村のぞみ
  - 家政婦は見た!25（2007年） - 原香月
  - 横浜海上警察（2007年） - 名村暢子刑事
  - 弁護士・森江春策の裁判員法廷（2009年 - 2011年） - 菊園綾子検事
  - 交渉人 遠野麻衣子（2010年） - 遠野麻衣子
  - 事件15（2012年） - 中井美佐子
  - ゴーストライターの殺人取材（2012年）・ゴーストライターの殺人取材〜セレブの罪を代筆する女！（2015年） - 鮫島彩乃
  - タクシードライバーの推理日誌33（2013年） - 田島結衣
  - 遺品の声を聴く男5（2014年） - 福原瞳
  - 火災調査官・紅蓮次郎15（2015年） - 久慈楓
- 家政夫のミタゾノ2（2018年） - 森田順子
- ハケン占い師アタル（2019年） - キズナ

#### テレビ東京
- 水曜ミステリー9
  - 新米事件記者・三咲（2005年） - 高峰帆波記者
  - 松本清張特別企画・強き蟻（2006年） - 沢田伊佐子
  - 松本清張特別企画・張込み（2011年） - 横川さわ子
  - 北海道警事件ファイル 警部補 五条聖子（2012年 - 2017年） - 五条聖子
- 竜馬がゆく（2004年） - お登勢
- 刺客請負人（2007 - 2008年） - 闇猫のお吉
- ボクら星屑のダンス（2011年） - 浅井美佐子
- 望郷 「海の星」（2016年9月28日） - 浜崎佳子
- 警視庁ゼロ係〜生活安全課なんでも相談室〜 SECOND SEASON（2017年7月21日 - 9月15日） - 氷川小百合 役
- ドラマBiz「ヘッドハンター」（2018年） - 熊谷瑤子 役
- 月曜プレミア8 今野敏サスペンス 機捜235III（2022年5月16日） - 重田由紀恵 役[23]
- 初恋、ざらり（2023年） - 上戸冬美 役[24]

#### WOWOW
- パンドラIII 革命前夜（2011年） - 湯田恵理子 役
- 天使のナイフ（2015年2月 - 3月） - 前田澄子 役[25]
- 沈まぬ太陽（2016年） - 行天麗子 役[26]
- 連続ドラマW「黒書院の六兵衛」（2018年） - 六兵衛の妻 役
- 連続ドラマW「正体」（2022年） - 笹原浩子 役[27]

#### BS朝日
- 大江戸事件帖 美味でそうろう（2015年）・大江戸事件帖 美味でそうろう2（2017年） - おろく

#### NHK BS
- 特集ドラマ「天城越え」（2025年3月23日：BS8K、5月10日〈予定〉：BSプレミアム4K、6月14日〈予定〉：NHK BS） - 30年後の大塚ハナ 役[28]

### 舞台
- 廃墟〜谷崎を読む女たち（紀尾井小ホール）
- 最終目的地は日本（2005年）
- 平家物語の夕べ（2005年 - 2006年）
- みすゞとテルと母さまと（2007年 サントリーホール小ホール） - 金子ミチ役 / 田辺豊々世 役
- カリギュラ（2007年） - セゾニア 役
- マクベス（2009年、能登演劇堂） - マクベス夫人 役
- 若村麻由美の劇世界「平家物語」による語り芝居（2011年、銕仙会能楽研修所）
- 大切な人〜わたしの家族が見た戦争〜(2011年、仲代奈緒ねねぷろじぇくと）
- 放浪記（2015年、シアタークリエ ほか） - 日夏京子 役
- 頭痛肩こり樋口一葉（2016年、シアタークリエ） - 花螢 役
- 戯曲リーディング「子午線の祀りを読む」（2016年、シアタートラム）
- ザ・空気（2017年、東京芸術劇場シアターイースト）
- リーディング＆トーク「偸盗」（2017年、深川江戸資料館小劇場）
- 世田谷パブリックシアター開場20周年記念公演「子午線の祀り」（2017年、世田谷パブリックシアター）
- 風のコトダマII〜松本隆の裸にされた言葉たち〜（2018年、能登演劇堂ほか） - 朗読
- チルドレン（2018年、彩の国さいたま芸術劇場ほか） - ローズ 役
- Le Père 父（2018年、東京芸術劇場ほか） - アンヌ 役
- 少女仮面（2020年1 - 2月、シアタートラム）  - 春日野八千代 役[29]
- Le Fils 息子（2021年8月30日 - 10月17日、東京・福岡・高知・石川・新潟・宮崎・長野・兵庫）
- ラヴ・レターズ〜2024 New Year Special〜（2024年1月29日、PARCO劇場） - メリッサ 役[30]
- 陽気な幽霊（2025年5月 - 6月、シアタークリエ ほか） - エルビラ 役[31]
- 飛び立つ前に（2025年11月23日 - 2026年2月1日〈予定〉、東京芸術劇場 ほか）[32]

### 配信ドラマ
- SICK'S 恕乃抄 〜内閣情報調査室特務事項専従係事件簿〜 第弐話 - 第伍話（2018年5月 - 8月、Paravi） - 玉森敏子 役[33]

### ビデオドラマ
- ゲゲゲの鬼太郎「妖怪奇伝魔笛エロイムエッサイム」 - 桜子 役

### ラジオドラマ
- 恋する音楽小説 （NHK-FM）
  - コンドルの約束（1996年11月2日）[34]
  - コーヒー魔人と空飛ぶじゅうたんの旅（1997年2月8日）[35]
  - 十数年ぶりのごめんなさい 〜 カーペンターズがくれた物語（1997年6月28日）[36]
  - コーヒー・その魅力は時代を変える（1998年3月7日）[37]
- FMシアター （NHK-FM）
  - 蕨野行　前・後編（1998年9月14日・15日）[38]
  - 豆腐と花束（1998年10月24日）[39]
  - 乳房の記憶（1997年11月15日）[40]
  - 幸福な部屋（2001年6月30日）[41]
  - 秋の家族（2003年10月25日） - 香奈子 役[42]
  - 人生ベストテン（2005年6月8日） - 鳩子 役[43]
  - ラジオと背中（2008年8月16日）[44]
  - 夜に届く声（2010年4月17日） - 里美 役[45]
  - 空也上人がいた（2011年9月3日） - 重光雅美 役[46]
  - 「男と女」と男と女（2017年11月25日） - 未来 役[47]
  - ロダンとカミーユ、あるいはルイーズ（2022年1月15日） - ルイーズ 役[48]
  - 赤いあと（2023年2月25日） - 加納幸乃 役[49]
  - ストリートピアノ〜伴奏のジャーニー（2024年10月5日） - 前園汎菜 役[50]
- ドラマ　郡上おどりの夜に（2001年3月30日、NHK-FM） - 夏実 役[51]
- 青春アドベンチャー（NHK-FM）
  - プラハの春（2006年4月3日 - 21日） - カテリーナ 役[52]
  - ベルリンの秋（2006年10月2日 - 20日） - カテリーナ（回想） 役[52]
- 特集オーディオドラマ（NHK-FM）
  - 祖国を想う、沖縄を想う〜ドラマ照屋敏子伝〜 前編・後編（2010年1月2日・3日、NHK-FM） - 照屋敏子 役[53]
  - おやつのいくさ（2020年8月12日、NHKラジオ第1 / 8月15日・22日、NHK-FM） - 樋口圓花 役[54]
- アートドラマ 美女と巨匠「ムンク」（2014年12月30日、NHKラジオ第1）[55]

### 吹き替え
- キャリスタ・フロックハート作品
  - ジェーンに夢中!（1995年） - ジェーン 役
  - アリー my Love（1997 - 2002年） - アリー・マクビール 役
  - 彼女を見ればわかること（2000年） - クリスティーン・テイラー 役
- 残された家（1999年） - チャヨン 役（イ・ミヨン）
- クリスマスのオレンジ（1996年） - セシール 役（ソフィー・オーブリー）
- ジャニスのOL日記（1999年） - ジャニス・ベアード 役（アイリーン・ウォルシュ）
- ベッドタイム・ストーリー（2008年） - ジル 役（ケリー・ラッセル）

### バラエティー・教養番組
- N響アワー（2002年4月 - 2005年3月、NHK） - 司会
- 生涯青春 in カナダ! 人と自然とふれあいの旅（テレビ東京）
- にっぽん縦断! 歴史とロマンの街道を行く!（TBS）
- くりぃむクイズ ミラクル9（テレビ朝日） - 不定期出演
- 麗しの宝石物語☆（2015年2月 - 、BS-TBS） - プレゼンター（案内役）
- 朝だ!生です旅サラダ（ABC・テレビ朝日系、2015年9月19日）- 加賀の秋の味覚＆絶景の山城跡 石川・金沢〜能登を巡る

他、多数

### CM
- 呉羽化学「クレラップ」
- 太田胃散
- 花王
  - 「キーピング」（1998年）※ 森末慎二と共演
  - 「エッセンシャル・コンディショニング」
- DDIセルラーグループ
- 土佐鶴
- アメニティコーポレーション SCボーテ（2025年1月 - ） - 公式アンバサダー[56]

### ゲーム
- グランディアIII（2005年） - ミランダ役

### 書籍
- 若村麻由美おしゃれな手編み（1997年10月、ブティック社）- モデル ISBN 978-4834712018

写真集
- 花舞台（1991年11月、講談社、撮影：木村晴）ISBN 978-4062056847
- bloom（2004年1月、オフィス春花）ISBN 9784990190002